# Lưu Đoan Đoan
Lưu Đoan Đoan (giản thể: 刘端端; phồn thể: 劉端端; bính âm: Liú Duān Duān, sinh ngày 4 tháng 6 năm 1986) là một nam diễn viên, ca sĩ và nhà sản xuất âm nhạc người Trung Quốc. Sau khi tốt nghiệp Học viện Hý kịch Trung ương, anh trở thành diễn viên của Nhà hát Quốc gia Trung Quốc ở Bắc Kinh.

## Tiểu sử
Lưu Đoan Đoan sinh ra tại Đông Thành, Bắc Kinh, Trung Quốc. Anh có ước mơ trở thành một diễn viên từ khi học phổ thông, để có thể thuận lợi thi đỗ vào Học viện Hý kịch Trung ương, anh đã giảm tới 20 cân trong vòng một tháng. Sau khi tốt nghiệp đại học, anh vào làm việc tại Nhà hát Quốc gia Trung Quốc và diễn nhiều vở kịch đặc sắc như Hồng Sắc, Hồng Nham Hồn,...

## Sự nghiệp
Năm 2008, Lưu Đoan Đoan được chọn làm người biểu diễn ca khúc Tôi và bạn (我和你) tại Thế vận hội Mùa hè 2008 ở Bắc Kinh.
Năm 2011, anh là MC cho chương trình Văn hóa bộ thanh xuân (文化部春晚) trên đài CCTV-1. Cùng năm, anh bắt đầu hợp tác cùng nhà sản xuất âm nhạc Đàm Toàn, trước sau sáng nhạc phim cho các bộ phim như Mỹ nhân như họa (美人如画), Đường cung mỹ nhân thiên hạ (唐宫美人天下),...
Năm 2013, trong bộ phim truyền hình Tiêu Môn Quan Kiếm (镖门) do Hoắc Kiến Hoa, Giả Thanh, Lý Kiện diễn chính, Lưu Đoan Đoan diễn vai ông chủ tiêu cục Tạ Hoàn.
Năm 2014, tham gia bộ phim Hey, Lão đầu! (嘿，老头!) với vai diễn cậu côn đồ trẻ Dịch Trí. Tháng 9 cùng năm, anh xuất hiện với vai Trương Học Thành trong bộ phim dân quốc Thiếu soái (少帅) của đạo diễn Trương Lê. Trong bộ phim này anh đóng cặp huynh đệ với diễn viên Văn Chương.
Năm 2015, tham gia diễn xuất cùng Phạm Minh, Chu Duệ, Diêm Học Tinh trong bộ phim đô thị tình cảm Thực sự muốn khiến em hạnh phúc (真心想让你幸福).
Tháng 5 năm 2016, anh sáng tác ca khúc chủ để Yêu điên cuồng cho bộ phim truyền hình Tiểu trượng phu
Ngày 19 tháng 7 năm 2017, tham gia diễn xuất trong bộ phim điện ảnh cổ trang Tú Xuân Đao 2: Chiến trường Tu La do Trương Chấn, Dương Mịch, Trương Dịch, Lôi Gia Âm đóng chính. Trong phim, anh diễn vai Tín Vương, một nhân vật âm nhu mà tàn nhẫn. Ngày 31 tháng 10, anh hát ost cho phim truyền hình Đặc cần tinh anh (特勤精英) với hai bài hát Anh hùng cứu mỹ (英雄救美) và Gặp gỡ (相遇). Ngày 22 tháng 11, cùng Trương Gia Dịch, Quả Tĩnh Lâm, Lưu Bội Kì tham gia bộ phim đô thị tình cảm A Splendid Life in Beijing (生逢灿烂的日子), trong phim anh diễn thời thiếu niên Quách Tiểu Dương với tính cách trưởng thành, hiếu thảo.
Năm 2018, Lưu Đoan Đoan vào vai Hồ Nam - một chàng trai ấm áp trong bộ phim truyền hình Chúng ta đều phải sống tốt (我们都要好好的) của đạo diễn Lưu Tuyết Tùng. Cùng năm, trong phim truyền hình cổ trang quyền mưu Khánh Dư Niên của đạo diễn Tôn Hạo, Lưu Đoan Đoan diễn vai Nhị hoàng tử Lý Thừa Trạch túc trí đa mưu. Ngày mùng 3 tháng 9, ca khúc Mẹ ơi, con muốn nói với người (妈妈，我想对你说) trong bộ phim Nhà phương xa (远方的家) ra mắt
Ngày 21 tháng 6 năm 2019, bộ phim điện ảnh về đề tài chiến tranh Bát tử (八子)  do Lưu Đoan Đoan diễn chính lên sóng trên các rạp chiếu toàn quốc. Nhân vật của anh tên Mãn Tể, một đứa trẻ từ đơn thuần, sợ chiến tranh trở thành một chiến sĩ cách mạnh kiên cường, dũng cảm. Đây cũng là lần đầu anh được đảm nhiệm vai trò diễn viên chính trong một tác phẩm điện ảnh. Cùng năm, bộ phim anh tham gia diễn xuất Tru Tiên (诛仙) do Tiêu Chiến, Lý Thấm, Mạnh Mỹ Kỳ đóng chính công chiếu, Lưu Đoan Đoan vai Đại sư huynh Tề Hạo.
Tháng 2 năm 2020, Lưu Đoan Đoan tham gia chương trình Thanh Lâm Kỳ Cảnh mùa 3 (声临其境第三季) với những màn biễu diễn lồng tiếng đặc sắc khiến nhiều khán giả thích thú. Sau đó, anh nhận được vai chính trong bộ phim về điều tra phá án Lôi Đình Lệnh (雷霆令) cùng các diễn viên Kim Hãn, Viên Băng Nghiên, Tần Hải Lộ. Cùng năm, trong bộ phim Tuyết trung hãn đao hành (雪中悍刀行) do Trương Nhược Quân, Lý Canh Hy, Hồ Quân diễn chính, Lưu Đoan Đoan vào vai Triệu Khải, con riêng của Triệu Thuần, tuy dã tâm bừng bừng nhưng kì thực tay ngắn với chẳng được trời, không có mưu lược cũng không dám cược mệnh. Ngày 8 tháng 8, anh tham gia chương trình âm nhạc Khóa Giới Ca Vương mùa 5 (跨界歌王第五季) của đài Bắc Kinh.
Ngày 9 tháng 1 năm 2021, bộ phim truyền hình cổ trang Thương Dương Phú (上阳赋) phát sóng, Lưu Đoan Đoan diễn vai tướng quân Tống Hoài Ân. Cùng năm, anh vào vai Đông Xuyên Vương trong bộ phim truyền hình cổ trang Phong Khởi Lạc Dương (风起洛阳) do Vương Nhất Bác, Hoàng Hiên, Tống Thiến diễn chính. Tháng 8, anh tham gia chương trình Anh trai vượt mọi chông gai (Call Me By Fire/ 披荆斩棘的哥哥) và Thời niên thiếu của anh trai (Boy hood/ 哥哥的少年时代) của đài Hồ Nam TV. Sau khi Anh trai vượt mọi chông gai kết thúc, Lưu Đoan Đoan tham gia diễn chính bộ phim truyền hình Phong Khởi Tây Châu / Phong Khởi Nghê Thường 2 (Weaving a tale of love/风起西州) cùng Hứa Ngụy Châu và Cổ Lực Na Trát.

## Tác phẩm diễn xuất

### Phim điện ảnh
| Năm  | Tên phim                                                             | Vai diễn                              | Ghi chú   | Tình trạng |
| ---- | -------------------------------------------------------------------- | ------------------------------------- | --------- | ---------- |
| 2011 | Mã Nạp Tư Hồ Dương 玛纳斯胡杨                                        | Hầu Quế Lâm 侯桂林                    |           | Đã chiếu   |
| 2012 | Đối Thủ 对手                                                         | Thẩm Lập 沈立                         |           | Đã chiếu   |
| 2017 | Tú Xuân Đao 2: Chiến trường Tu La Brotherhood of Blades II - 绣春刀2 | Tín Vương - Chu Do Kiểm 信王 - 朱由检 | Vai phụ   | Đã chiếu   |
| 2018 | Xúi Giục Counterespionage - 策反                                     | Du Hạo Phi 俞浩飞                     | Vai phụ   | Đã chiếu   |
| 2019 | Hải Thị Cận Thành THEGAMERS - 海市蜃城                               | A Khả 阿可                            | Vai chính | Đã chiếu   |
| 2019 | Bát Tử ADVANCE WAVE UPON WAVE - Eight Sons - 八子                    | Mãn Tể 满崽                           | Vai chính | Đã chiếu   |
| 2019 | Tru Tiên Jade Dynasty - 诛仙                                         | Đại sư huynh Tề Hạo 大师兄齐昊        | Vai phụ   | Đã chiếu   |

### Phim truyền hình
| Năm  | Tên phim                                                | Vai diễn                                     | Ghi chú   |                   |
| ---- | ------------------------------------------------------- | -------------------------------------------- | --------- | ----------------- |
| 2008 | Lộc Đỉnh Ký 鹿鼎记                                      | Ngao Bưu 熬彪                                | Vai phụ   |                   |
| 2008 | Bách niên vinh bảo trai 百年荣宝斋                      | Quân Nhật Bản 日本兵                         | Vai phụ   |                   |
| 2010 | LOHAS Family 乐活家庭                                   | Đoan Đoan 端端                               | Vai phụ   |                   |
| 2014 | Tiêu Môn Quan Kiếm 镖门                                 | Tạ Hoàn 谢还                                 | Vai phụ   |                   |
| 2015 | Hey, Lão đầu! 嘿，老头！                                | Dịch Trí 易智                                | Vai phụ   |                   |
| 2015 | Thiếu Soái 少帅                                         | Trương Học Thành 张学成                      | Vai phụ   |                   |
| 2016 | Thực sự muốn khiến em hạnh phúc 真心想让你幸福          | Hồng Vĩ 洪伟                                 | Vai phụ   |                   |
| 2016 | Hey, Hài tử! 嘿，孩子！                                 | Khác mời 客串                                | Vai phụ   |                   |
| 2017 | Beijing People in Beijing 生逢灿烂的日子                | Quách Tiểu Dương (thiếu niên) 郭小洋（少年)  | Vai phụ   |                   |
| 2017 | Thông Thiên Địch Nhân Kiệt 通天狄仁杰                   | Đường Thái Tông 唐太宗                       | Vai phụ   |                   |
| 2018 | Nhà phương xa 远方的家                                  | Tống Phi 宋飞                                | Vai phụ   |                   |
| 2019 | Chúng ta đều phải sống tốt 我们都要好好的               | Hồ Nam 胡楠                                  | Nam thứ   |                   |
| 2019 | Khánh Dư Niên 庆余年                                    | Nhị hoàng tử - Lý Thừa Trạch 二皇子 - 李承泽 | Vai phụ   |                   |
| 2021 | Thượng Dương Phú 上阳赋                                 | Tống Hoài Ân 宋怀恩                          | Vai phụ   |                   |
| 2021 | Lôi Đình Lệnh 雷霆令                                    | Lý Tiêu 李潇                                 | Vai chính |                   |
| 2021 | Tuyết Trung Hãn Đao Hành 雪中悍刀行                     | Triệu Khải 赵楷                              | Nam thứ   |                   |
| 2021 | Phong khởi Lạc Dương 风起洛阳                           | Đông Xuyên Vương 东川王                      | Nam thứ   | Phim chiếu mạng   |
| 2023 | Phú Xuân Sơn Cư 富春山居                                | Hứa Gia Phú 许嘉富                           |           |                   |
| 2023 | Những Ngày Kiêu Hãnh Của Ngựa Sắt 铁马豪情的日子        | Tiểu Liễu/ Kiều Trung 小柳/ 乔中             |           | Được quay từ 2019 |
| 2023 | Phong Khởi Tây Châu (Phong Khởi Nghê Thường 2) 风起西州 | Khúc Sùng Dụ 麴崇裕                          | Vai chính |                   |
| 2024 | Đại Đường Địch Công Án 大唐狄公案                       | Đường Cao Tông Lý 唐高宗李治                 |           |                   |
| 2024 | Khánh Dư Niên 2 庆余年 2                                | Nhị hoàng tử - Lý Thừa Trạch 二皇子 - 李承泽 | Vai phụ   |                   |
| 2025 | Khom Lưng The Prisoner of Beauty - 折腰                 | Ngụy Nghiễm 魏俨                             | Vai chính | Được quay từ 2022 |
|      | Kinh Niên 经年                                          | Đồng Thu 童秋                                |           | Chưa chiếu        |
|      | Lôi Đình Lệnh 雷霆令                                    | Lý Tiêu 李潇                                 |           | Chưa chiếu        |

### Kịch
| Thể loại  | Tên tác phẩm                                            | Vai diễn                   |
| --------- | ------------------------------------------------------- | -------------------------- |
| Kịch nói  | Hồng Nham Hồn 红岩魂                                    | Lưu Tư Dương 刘思扬        |
| Kịch nói  | Người mặt cười 笑面人                                   | Hắc thiên sứ 黑天使        |
| Kịch nói  | Chúng ta WM.我们                                        | Cưu Sơn 鸠山               |
| Kịch nói  | Chiều sâu vết thương 深度灼伤                           | Mễ Hy Á 米希亚             |
| Nhạc kịch | Tiêu bang 肖邦                                          | Heine 海涅                 |
| Kịch nói  | Phan Kim Liên 潘金莲                                    | Võ Tòng 武松               |
| Kịch nói  | Ở tầng lớp dưới The Lower Depths - 在底层               | Tên trộm Waxika 小偷瓦西卡 |
| Kịch nói  | Khúc đệm kì dị 奇异的插曲                               | Princeton 普利斯顿         |
| Kịch nói  | Anh ấy và hai người vợ 他和他的两个老婆                 | Trương Lập Quốc 张立国     |
| Kịch nói  | Cách vách thiên đường là viện tâm thần 天堂隔壁是疯人院 | Ngô Sở 吴所                |
| Nhạc kịch | Giấc mộng đêm hè A Midsummer Night's Dream - 仲夏夜之梦 | Demetrius 狄米特律斯       |
| Kịch nói  | Hồng sắc Red - 红色                                     | Khản 坎                    |

## Tác phẩm âm nhạc

### Nhạc đơn
| Tên bài hát                                              | Ngày phát hành | Ghi chú                                             |
| -------------------------------------------------------- | -------------- | --------------------------------------------------- |
| Đuổi 追                                                  |                | Truy ngư truyền kỳ (追鱼传奇) OST                   |
| Tình nồng đạm như nàng (cover) 浓情淡如你（Cover：周深） | 27-8-2017      | Ca khúc tuyên truyền Tú Xuân Đao 2                  |
| Gặp gỡ 相遇                                              | 31-10-2017     | Đặc cần tinh anh (特勤精英) OST                     |
| Anh hùng cứu mỹ 英雄救美                                 | 31-10-2017     | Đặc cần tinh anh (特勤精英) OST                     |
| Mẹ ơi, con muốn nói với người 妈妈，我想对你说           | 3-9-2018       | Nhà phương xa (远方的家) OST                        |
| Nếu như gặp được em 如果遇见你                           | 7-11-2018      |                                                     |
| Năm sau 来年                                             | 26-3-2019      |                                                     |
| Em sống vẫn tốt chứ? 你过得还好吗                        | 23-5-2019      |                                                     |
| Nhớ tới 想起                                             | 5-12-2019      | Hải Đường Kinh Vũ Yên Chi Thấu (海棠经雨胭脂透) OST |
| Hy vọng kiên cường 坚定希望                              | 2-2-2020       | Bài hát công ích                                    |

## Chương trình truyền hình
| Tên chương trình                                | Tập                 | Giới thiệu                                      |
| ----------------------------------------------- | ------------------- | ----------------------------------------------- |
| Thanh Lâm Kỳ Cảnh mùa 3 声临其境第三季          | 15/02/2020          | Giọng nói thần bí                               |
| Vương bài đối vương bài mùa 5 王牌对王牌第五季  | 17/04/2020          | Nhị hoàng tử Khánh Dư Niên                      |
| Khóa Giới Ca Vương mùa 5 跨界歌王第五季         | 15/02/2020          | Ca khúc mở đầu Đến tận cùng thế giới            |
| Thanh xuân tại đại địa 青春在大地               | 22-11-2020          | Tập 10                                          |
| Tôi là diễn viên mùa 3 我就是演员第三季         | 12-2020             |                                                 |
| Khoái Lạc Đại Bản Doanh - Happy Camp 快乐大本营 | 9-1-2021            |                                                 |
| Anh trai vượt mọi chông gai 声临其境第三季      | 15-2-2020           | Chương trình gồm 31 anh trai tham gia biểu diễn |
| Manh Thám Tra Án 萌探探探案                     | 4-6-2021            | Khách mời Nhị hoàng tử Khánh Dư Niên            |
| Thời niên thiếu của anh trai 哥哥的少年时代     | 25-8-2021, 1-9-2021 | Tập 3, tập 4                                    |
| Nghệ sĩ tài ba 了不起的艺能                     | 16-10-2021          |                                                 |